# Landestheater Tübingen

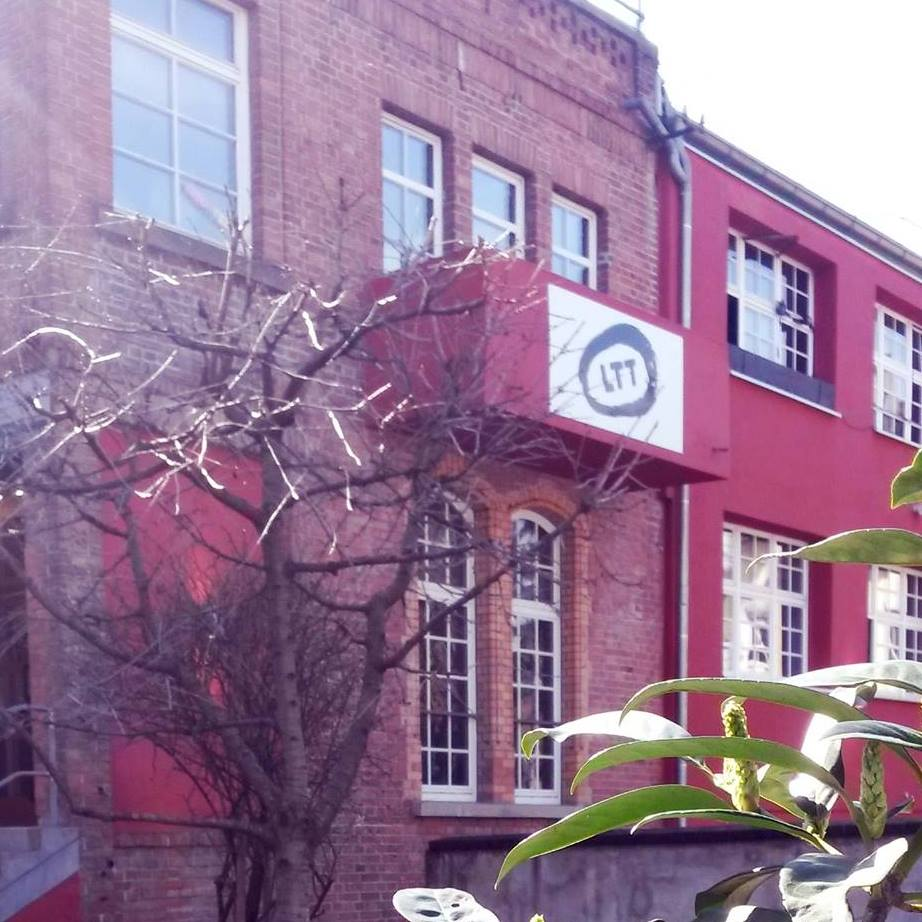
LTT im Herbst 2016

Das Landestheater Tübingen (LTT; voller Name: Landestheater Württemberg-Hohenzollern Tübingen Reutlingen) ist ein durch öffentliche Mittel, Spenden und Eintrittsgelder finanzierter Kulturbetrieb in Tübingen. Gespielt werden überwiegend Eigenproduktionen, aber auch – zum Teil fremdsprachige – Gastspiele. Neben dem sogenannten Abendspielplan besitzt es außerdem eine eigene Kinder- und Jugendtheatersparte.
Das Landestheater gastiert in Baden-Württemberg und anderen Bundesländern mit seinen Produktionen auf großen und kleinen Bühnen, und mit dem Jungen LTT auch in Bildungseinrichtungen wie Schulen und Kindergärten.

## Geschichte

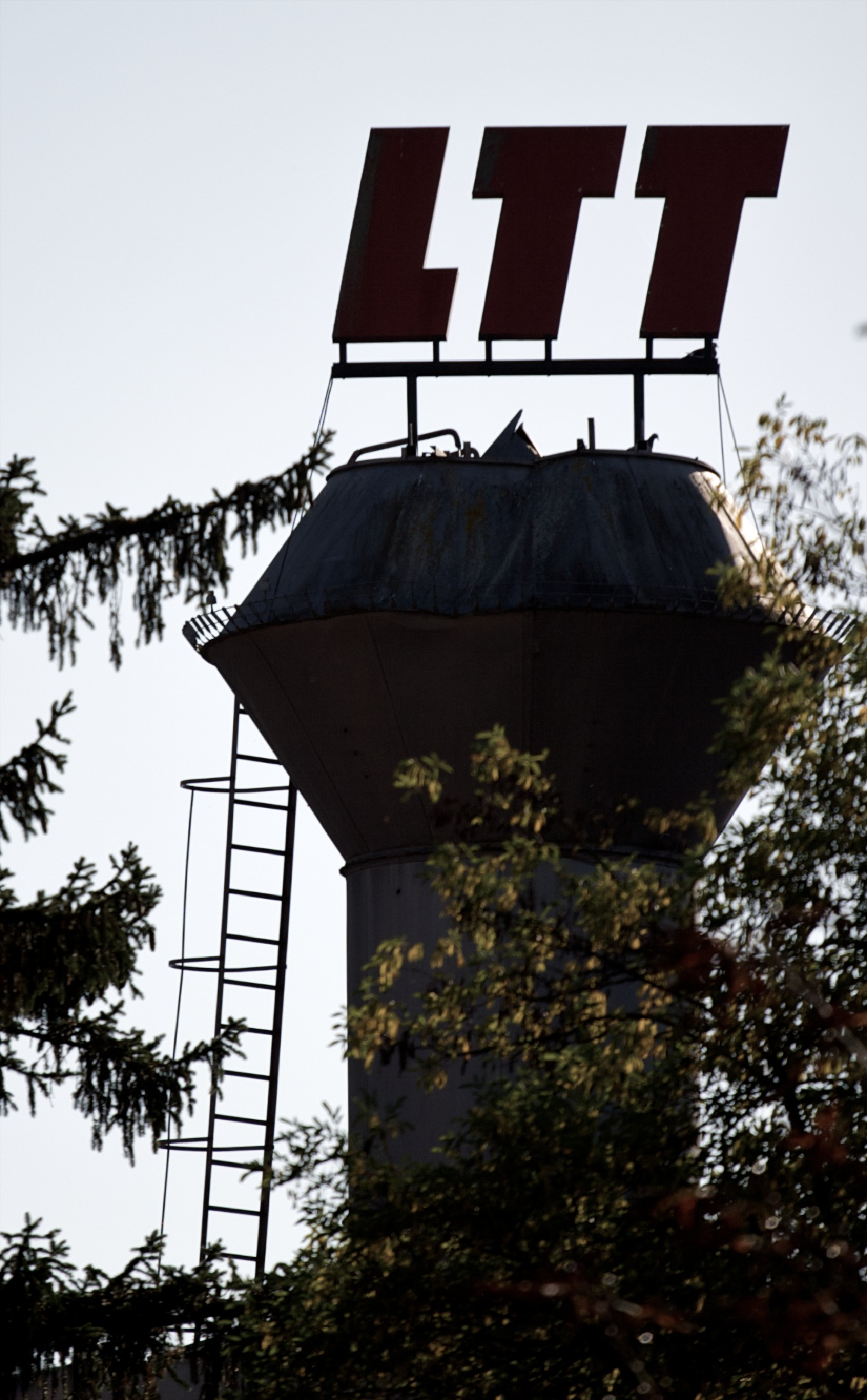
LTT Logo auf dem Schornstein der ehemaligen Stuhlfabrik Schäfer. Abmontiert in der Spielzeit 14/15.

### Entstehung
Die Geschichte des Landestheaters Württemberg-Hohenzollern Tübingen Reutlingen geht bis in die Nachkriegszeit zurück. Aus einer freien Schauspielgruppe entstand 1945 zunächst das „Städtische Schauspielhaus Tübingen“ mit dem Schillersaal des Museums als Spielstätte, einem Mehrzweckraum, der auch als Kino genutzt wurde. 1947 schlossen sich die Städte Tübingen und Reutlingen zu einem „Zweckverband Städtetheater Tübingen Reutlingen“ zusammen. Mit Unterstützung des damaligen Bundeslandes Württemberg-Hohenzollern ging daraus im Jahre 1950 das jetzige Landestheater hervor. Durch die finanzielle Beteiligung des Landes konnte das Theater sich während der kritischen Jahren nach der Währungsreform halten und begann mit der Aufnahme eines planmäßigen Spielbetriebs und der Produktion von Aufführungen für Gastspiele in der Region. Lange blieb das Theater jedoch auf das Museum als Spielstätte angewiesen, was auf Dauer eine enorme Belastung darstellte. Werkstatt-, Proben- und Büroräume fehlten, die Theaterinfrastruktur war ungenügend. Wegen der Finanzkrise scheiterten sowohl die Überlegungen zu einem neuen Theaterbau als auch zu einem Ausbau des Museums. Da der Raumbedarf jedoch die räumlichen Möglichkeiten des Museums sprengte und die Feuer-, Bau- und Gewerbepolizei den Spielbetrieb schließlich für nicht mehr verantwortbar hielt, eilte die Suche nach einer dauerhaften Lösung dringender als zuvor.
Nachdem der 1962 begonnene Umbau des Museums an den unterschiedlichen Interessen der Museumsbesitzer und des Landestheaters sowie an den fehlenden Zuschüssen der Stadt Tübingen gescheitert war, begann das LTT schließlich auf eigene Faust nach einer Lösung zu suchen. 1975 wurde der endgültige eigene Spielort gefunden. In einer vierjährigen Planungs- und Bauphase wurde die zu diesem Zeitpunkt leerstehende Stuhlfabrik Schäfer zum LTT-Stammsitz umgebaut.
Am 23. September 1978 begann die Spielbetriebsaufnahme in der Werkstatt mit der deutschen Erstaufführung „Mensch Meier“ von Franz Xaver Kroetz. Am 21. September 1979 wurde schließlich auch der Große Saal eingeweiht und mit Friedrich Schillers „Die Räuber“ für die Bespielung eröffnet.
Fünf Jahre später wurde eine eigenständige Kinder- und Jugendtheatersparte am LTT gegründet, das heutige „Junge LTT“, gegründet.

### Intendanten
- 1945-1946: Wolfgang Müller
- 1946–1947: Günther Stark
- 1947–1950: Paul Rose
- 1950–1964: Fritz Herterich
- 1964–1967: Christoph Groszer
- 1967–1970: Ernst Seiltgen
- 1970–1975: Manfred Beilharz
- 1975–1978: Alf Reigl
- 1978–1984: Klaus Pierwoß
- 1984–1991: Bernd Leifeld
- 1991–1995: Manfred Weber
- 1995–2001/2002: Knut Weber

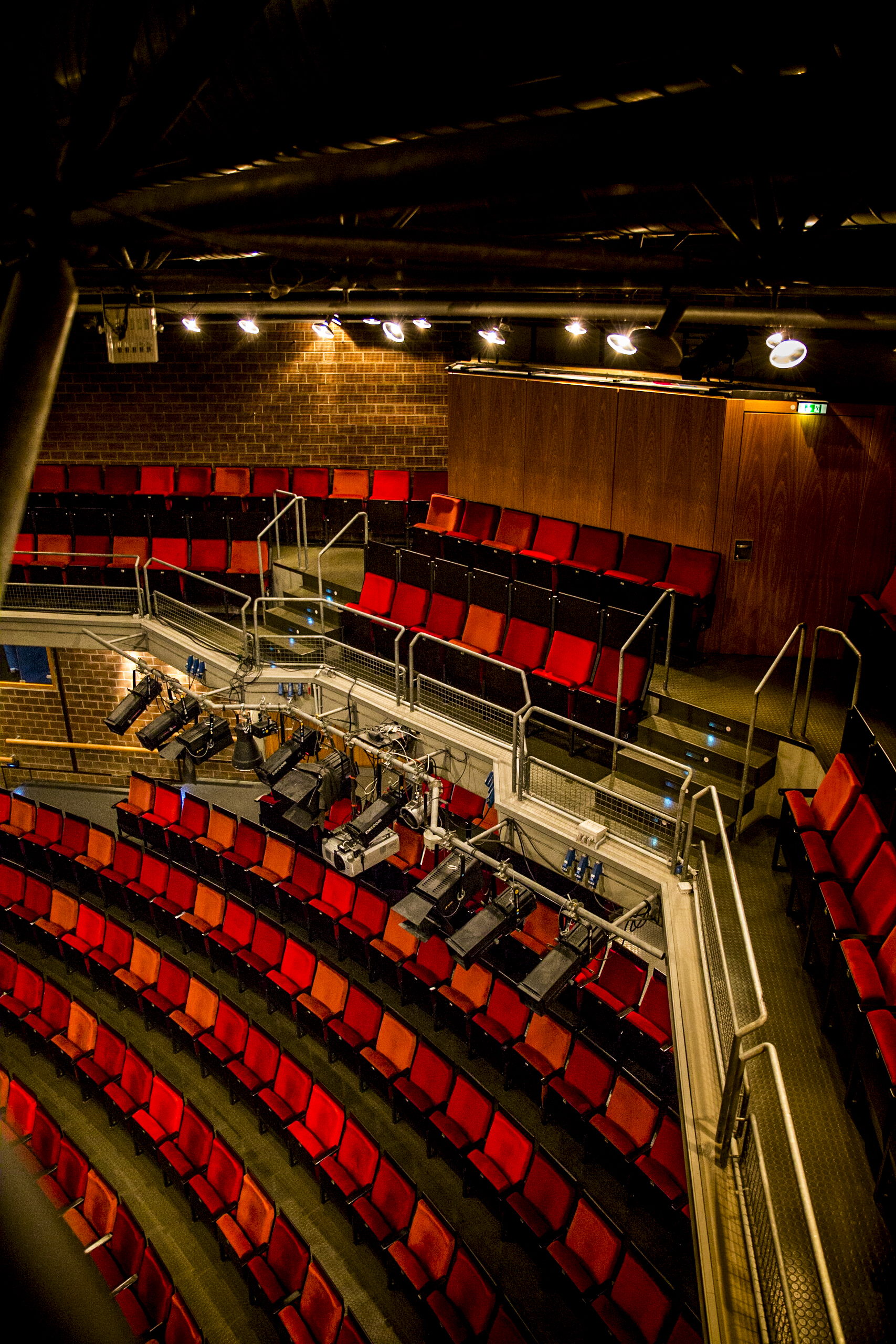
Der Saal, größte Spielstätte des LTT, in der Spielzeit 16/17.

- 2002/2003–2004/2005:  Peter Spuhler
- 2005/2006–2013/2014: Simone Sterr
- 2014/15–heute: Thorsten Weckherlin

### Fakten und Inspiration
Als Landestheater spielt das LTT mehr als ein Viertel seiner insgesamt über 900 Vorstellungen jährlich bei Abstechern in ganz Baden-Württemberg, den angrenzenden Bundesländern, sowie in der Schweiz und in Österreich. Gleichzeitig ist das LTT Stadttheater für Tübingen und Reutlingen. Sein Ensemble besteht aus 24 Schauspielern, dazu kommen insgesamt ca. 100 weitere Beschäftigte in künstlerischen, verwaltenden und technischen Bereichen. Das LTT verfügt über insgesamt drei Spielstätten (Platzkapazität zwischen 50 und 385 Plätzen) in Tübingen, an denen jährlich ca. 20 eigene Produktionen gezeigt werden. Alle drei Jahre im Wechsel mit dem Zimmertheater Tübingen und dem Theater Lindenhof von der Schwäbischen Alb spielt das LTT außerdem das Freilicht-Sommertheater.

„Theaterarbeit beginnt damit, die richtigen Fragen zu stellen. Auch die großen Fragen: Wie wollen wir leben und wozu? Darauf mit jeder Vorstellung eine grundsätzlich vorläufige und diskussionswürdige Antwort zu geben – das ist der rote Faden unserer Arbeit. Das muss nicht immer klappen. Aber es ist die Aufgabe von uns Theaterleuten. Das LTT ist ein Freiraum – ein Freiraum zum Spielen, Fühlen und Denken, der uns weiterbringen kann. Auch ohne Lösung. Das alles kann auch mal richtig laut werden. Spaß, Terror, Peinlichkeit, Erotik, Blödsinn, Vitalität. Nicht so ängstlich – im Alltag sind wir zaghaft genug!“

## Junges Theater

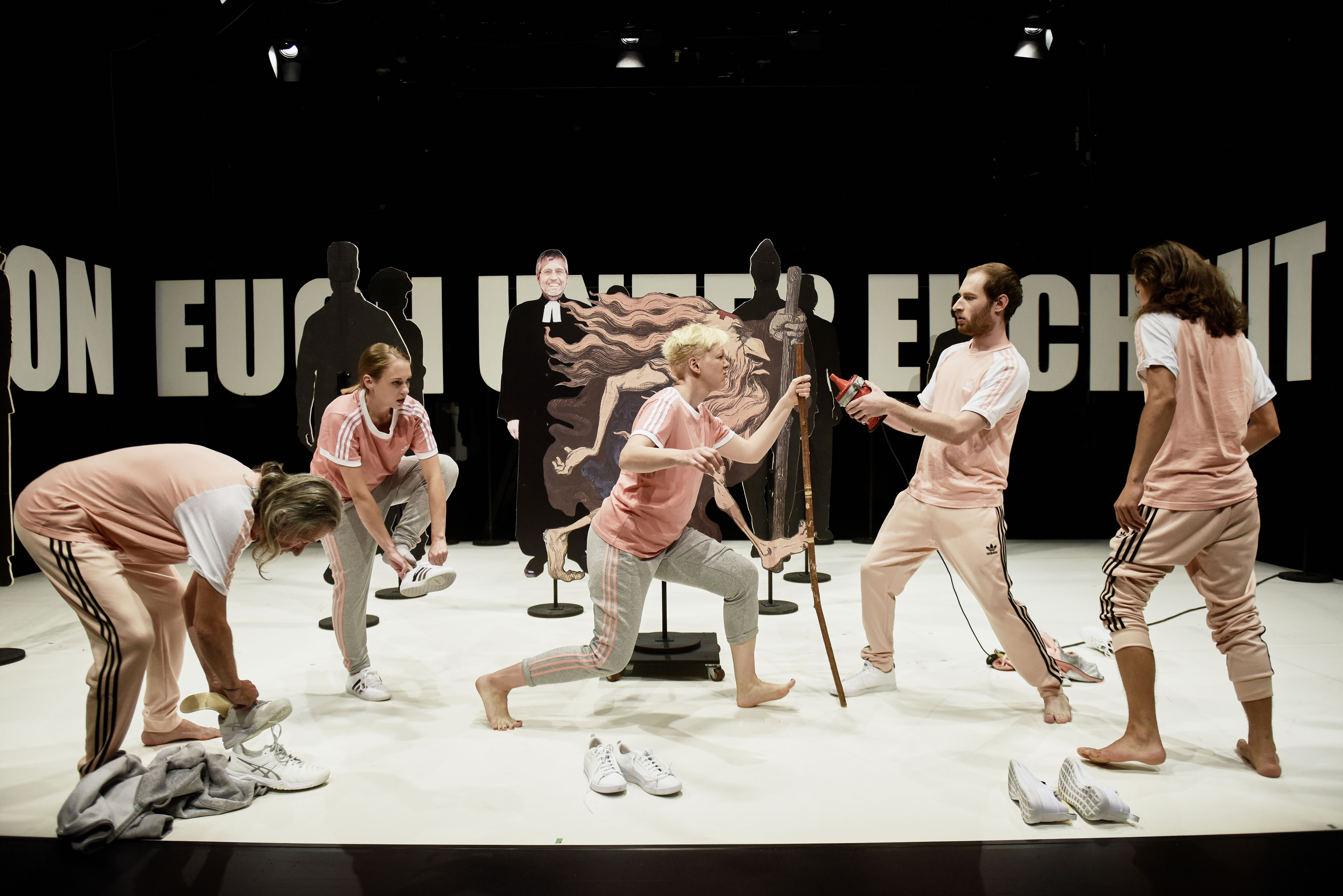
Szene aus „Andorra“ des Jungen LTT

Gegründet 1984 als Kinder- und Jugendtheater (KJT) und umbenannt 2014, macht das Junge LTT zeitgenössisches Theater für ein junges Publikum. Zentrale Aspekte sind dabei innovative Formate, Interdisziplinarität und Partizipation. Mit Stückentwicklungen, neuer Kinder- und Jugenddramatik, Auftragsarbeiten und Klassikern ist das Ensemble, neben den Aufführungen in Tübingen, auch überregional unterwegs und ermöglicht jungen Menschen in ganz Baden-Württemberg eine vielfältige Teilhabe an Kunst und Kultur.
Die eigenständige Sparte besteht aus zwölf festen Mitarbeitern, davon fünf Schauspieler, sowie Gästen in den Bereichen Regie, Ausstattung, Sounddesign.

## Theaterpädagogik
Unter dem Motto „Wer mehr weiß, der sieht auch mehr“ hat das Landestheater einige theaterpädagogische Angebote ins Leben gerufen. Es lädt dazu ein, Inszenierungen des Theaters nicht nur zu besuchen, sondern auch mitzureden und mitzugestalten. Sei es als Spieler in einer der Spielclubs oder als Schulklasse – die Devise lautet: „Mehr als nur Zuschauen“. Das Angebot reicht von Theatergruppen, in denen unter professionellen Bedingungen Theater gespielt wird, über ein breitgefächertes Fortbildungsprogramm, in dem sich eigene Erfahrungen im Umgang mit dem Medium Theater sammeln lassen, weiter über stückbezogene, vorbereitende Workshops bis hin zu der Möglichkeit, Partnerklasse zu werden und den Entstehungsprozess einer Inszenierung hautnah mitzuerleben. Eine besondere Einführung in die Kunst des Zuschauens bietet die Theaterstunde. In einer interaktiven Mischform erkunden Kinder direkt vor dem Vorstellungsbesuch, wie sich das Theater von anderen Medien unterscheidet. Dabei verdeutlichen sie durch kleine Experimente die wichtige Rolle, die das Publikum im Theater spielt.
Darüber hinaus hat es sich das Landestheater zur Aufgabe gemacht, gemeinsam mit Kindern, Jugendlichen und Erwachsenen immer wieder die Frage zu stellen, ob das Angebot auch das Richtige für die jeweiligen Zielgruppen ist. Deshalb sucht das Junge LTT beispielsweise zu all seinen Produktionen immer wieder „Testklassen“, die nach einem Probenbesuch von ihren Eindrücken berichten.

### LTT-Labor
Das LTT-Labor ist ein Spielclub ab 18 Jahren, dessen Ziel darin besteht, im Lauf einer Spielzeit in Interaktion zwischen Theaterpädagoge und Interessierten ein Stück entstehen zu lassen. Hierbei werden zumeist aktuelle, gesellschaftlich relevante Themen als Grundlage gewählt. Am Ende der entsprechenden Spielzeit mündet das Labor in der Aufführung des entwickelten Stückes.

### Junge Szene
Die Junge Szene entwickelt pro Spielzeit eine eigene Produktion, die nach Premiere regelmäßig im LTT aufgeführt wird. Die Gruppe bildet sich, genau wie das Labor, jedes Jahr neu und bietet interessierten Kindern und Jugendlichen einen Einblick in die Abläufe am Theater und ermöglicht unter professioneller Leitung erste Erfahrungen mit dem Schauspielern.
Zudem gibt es noch vier weitere Spielclubs, die am LTT ihre Produktionen zeigen und von diesem gefördert werden: Den Kinderspielclub, für Kinder ab sieben Jahren; die Projektwerkstatt für Kinder ab zehn Jahren; das Generationentheater Zeitsprung mit Spielern zwischen 12 und 92 und das Frauentheater Purpur für Frauen ab 50 Jahren.

## Personen
- Intendant – Thorsten Weckherlin
- Verwaltungsdirektorin – Dorothee Must
- Leiterin Junges LTT – Monika Kosik
- Oberspielleiter – Dominik Günther
- Dramaturgen – Adrian Herrmann (Leitung), Thomas Gipfel, Laura Guhl, Jannika Erdmann (Junges LTT)
- Theaterpädagogen – Miriam Rösch (Abendspielplan), Luisa Mell (Junges LTT)
- Technischer Direktor – Martin Fuchs

## Geförderte Projekte
- Believe-Tank[2]
- Lernende Kulturregion Schwäbische Alb[3]
- Stadt. Land. Im Fluss[4]
  - Video-Hike Winterlingen[5]

## Weitere Veranstaltungen
- Theatersport
- Schultheatertage

## Kooperationen
Das LTT unterhält eine große Anzahl partnerschaftlicher Beziehungen zu anderen Kultureinrichtungen und lokalen Betrieben in Tübingen und Umgebung.
Hierzu zählen:
- das Deutsch-Amerikanische Institut Tübingen (d.a.i.), mit dessen Hilfe sowie weiteren Partnern die Leselust-Kinder- und Jugendbuchwoche ins LTT gebracht wird
- das Harlekin Theater, mit dem seit mittlerweile 27 Jahren die äußerst erfolgreiche Kooperation Theatersport auf die Beine gestellt wird.
- das ICFA – Deutsch-Französisches Kulturinstitut Tübingen e. V., mit dessen Hilfe sowie weiteren Partnern die Leselust-Woche ins LTT gebracht wird
- das Kulturamt Tübingen
- das Obstgut Bläsiberg, welches die Adventszauber Veranstaltung des LTT mit Obstspenden versorgt
- der Osiander, mit dem sowohl die Veranstaltung Junges LTT trifft Osiander als auch mit dessen Hilfe sowie weiteren Partnern die Leselust-Woche ins LTT gebracht wird
- die Stadtbibliothek Reutlingen, bei der mehrmals im Monat verschiedene Schauspieler aus dem LTT Lesungen ihrer Lieblingsbücher in der sogenannten blauen Stunde zum besten geben
- die Stadtbücherei Tübingen, mit deren Hilfe sowie weiteren Partnern die Leselust-Woche ins LTT gebracht wird
- die Tübinger Jazz- und Klassiktage, deren Eröffnung im LTT stattfindet
- der TRR – Technologiepark Tübingen Reutlingen
- die Volkshochschule Tübingen
- die Württembergische Philharmonie Reutlingen
- Tübingen im Fokus